# 粉丝行动主义
粉丝行动主义（英語：Fan activism）指由粉丝文化本身衍生的公民参与与政治参与的形式，一般是出于响应粉丝共同利益，通常经由现有粉丝行为和关系的基础架构进行，往往由流行和参与式文化的隐喻进行架构。它利用粉丝群体的热情和共鸣提升在社会层面中的意识，或是反过来支持由粉丝目标所传达的理念。粉丝行动主义的崛起是新媒体产生的结果，故被认为“不只是政治关注和文化之间的融合，而是更像政治行动主义的行为，尽管目的是达成非政治结果。”即便如此，2012年进行的一项定量研究表明，青年人在线上参与利益驱动的活动，与他们日后在生活中的公民参与，在统计层面上有着显著的关系。
粉丝行动主义的例子包括社会平等的活动，例如少数群体在娱乐媒体中的代表、为有共同理念的组织筹款、为电视节目的续集或体育队发起行动，以及从商业剥削和侵犯版权指控中捍卫粉丝作品。粉丝可能会被动员去支持这样的诱因，来响应名人的支持，然而活动人士也可以借助内容世界和类似粉丝的行动，作为重新配置政治参与的资源，例如现实中的人权组织曾利用电影《阿凡达》的意象和比喻，吸引主流媒体关注约旦河西岸巴勒斯坦比林和印度奥里萨邦的村庄。
知名的粉丝行动主义组织包括哈利·波特联盟、Fans4Writers、Nerdfighteria和再创作组织。

## 历史
粉丝行动主义最初出自希望留存最喜欢电视节目的粉丝。1969年，比约（Bjo）和约翰·特林布尔（John Trimble）发起书信活动，“拯救《星际迷航》”，确保这个节目能有更多的后续剧集。后来，《星际之门：SG-1》的粉丝迅速在网上回应节目取消的传闻。这种情况下，粉丝们可以用从各大网站找到的情报，了解电视台为电视节目做决定的方式，为电视节目的后续作论证。而这种粉丝行动是否象征传统行动主义引起了争辩。粉丝行动主义尽管被粉丝和一些政治学者视作文化行动主义的形式，却经常受文学作品冷落，“暗含高级和低级文化之间的剩余区别”。金·羅登貝瑞将乌托邦人文主义哲学与科幻小说联系起来，进一步利用科幻小说支持性别和种族平等，为粉丝活动人士提供了坚实的基础。
粉丝行动主义的崛起是新媒体产生的结果，故被认为“不只是政治关注和文化之间的融合，而是更像政治行动主义的行为，尽管目的是达成非政治结果。即便如此，2012年进行的一项定量研究表明，青年人在线上参与利益驱动的活动，与他们日后在生活中的公民参与，在统计层面上有着显著的关系。最近有指参与生命大游行的学生和《哈利·波特》系列中的鄧不利多的軍隊有密切联系。

## 相关团体
粉丝行动组织多为推动社会变革创造平台，其中下列三个组织吸引了大量的研究。

### 哈利·波特联盟
哈利·波特联盟由支持医生健康（Doctors for Health）、新闻自由组织和同志與非同志聯盟等多个组织的10万多名会员组成。该运动于2005年由非营利组织安德鲁·斯拉克（Andrew Slack）成立，它将哈利·波特与伏地魔的斗争与整个社会的目标相提并论，挑战压迫边缘化群体的主导权力结构。联盟一直以来积极帮助需要经济援助的人士。2010年海地地震后，联盟筹集了约12.3万美元，调配五架提供医疗资源的货运飞机。联盟还将成员组合成四个霍格華茲學院，加强组织的团结度，鼓励成员散播社会和政治议题的意识。和《哈利·波特》一样，这些学院根据它们所启发的变革以及对直接行为的鼓励，在积分上进行竞争。

### 跨种族演出运动
2010年真人电影《神風終極戰士3D》上映后，促进好莱坞电影产业种族多样性的跨种族演出运动（Racebending Movement）产生。该片被批利用白人演员扮演主要为亚洲血统的主要角色。为了抗议这种用白人饰演非白人角色的行为，有粉丝群体成立Racebending.com网站，倡导公平表现少数群体。在该网站，大量用户发表评论，激起活跃的社区成员之间的辩论 。该运动还强势登陆Tumblr，有色人种的用户纷纷扮演蝙蝠侠、妙麗·格蘭傑和卢克·天行者等传统白人角色。

### 书呆子战士
汉克和約翰·葛林一年下来每隔一天发布一段视频到YouTube的《兄弟会2.0》（Brotherhood 2.0）计划于2007年大获成功后，成立了书呆子战士组织。与哈利·波特联盟和跨种族演出运动不同，书呆子战士群体不仅致力于促进变革，反而有多方面的创意输出，在其中融合了音乐，小说和其他形式的具有挑战性、恶作剧和游戏性的媒体。例如，该组织的“正面恶作剧计划”（Positive Pranking Project）制造了许多类似于約翰·葛林小说《紙上城市》和《寻找阿拉斯加》中恶作剧的戏法。格林的著作和书呆子战士的共性，包括建立可以增强对他人、智力和哲学信仰、文字游戏的尊重，同时每个人都拥有一个更美好世界的环境。